# Redaktor naczelny

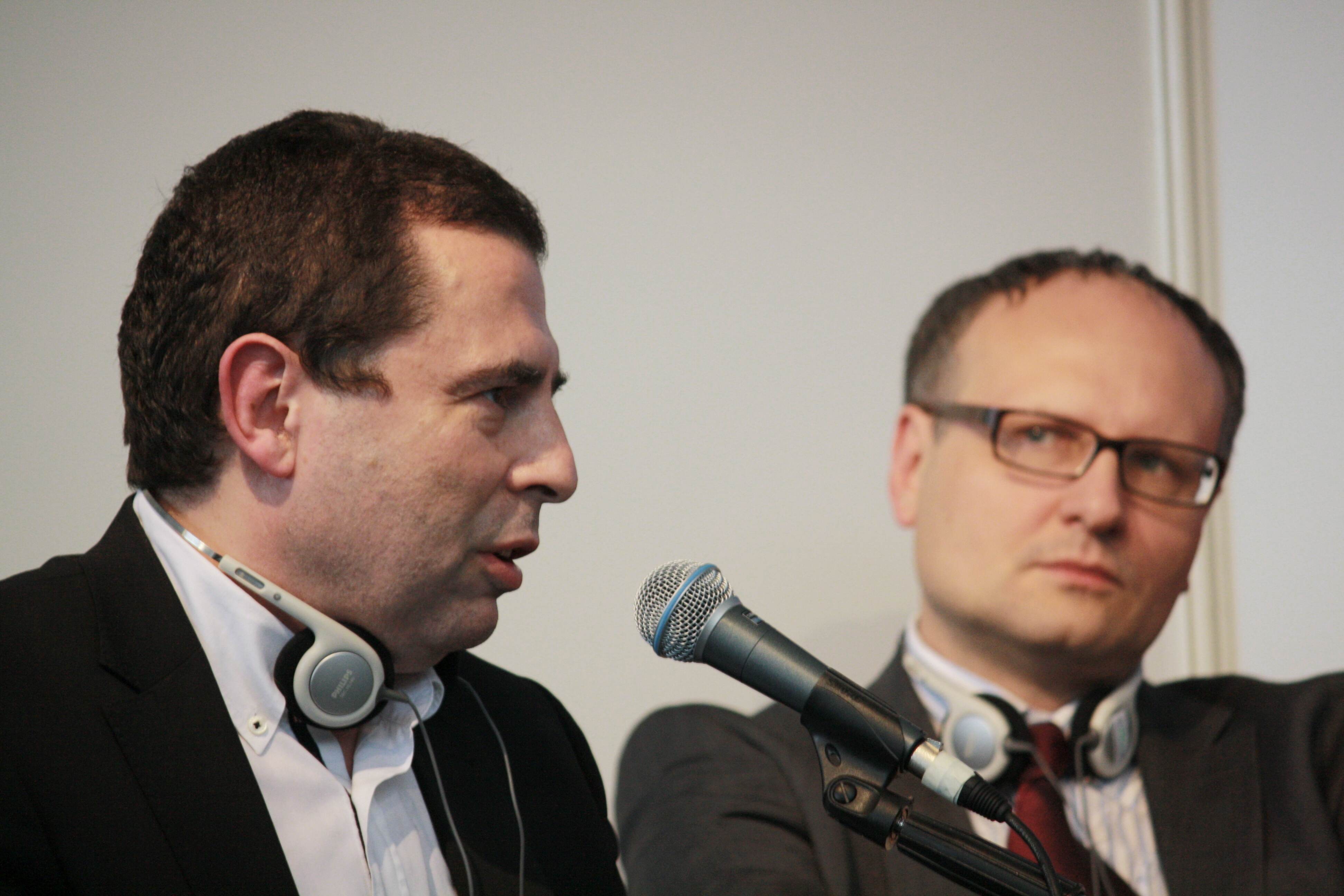
Redaktorzy naczelni Bronisław Wildstein i Paweł Lisicki

Redaktor naczelny – osoba odpowiadająca za całość czasopisma (dziennika lub innego periodyku), książki lub wydawnictwa zbiorowego jak słownik lub encyklopedia, programu telewizyjnego lub radiowego. W praktyce jest to osoba, która kieruje całością działań redakcji od strony merytorycznej i odpowiada za kształt oraz zawartość czasopisma. Redaktor naczelny kieruje także pracą zespołu dziennikarzy, często odpowiadając także za ich przyjmowanie i zwalnianie.

## Polska
W Polsce zgodnie z ustawą z dnia 26 stycznia 1984 r. Prawo prasowe, redaktor naczelny kieruje redakcją, może nim być osoba posiadająca pełną zdolność do czynności prawnych, obywatelstwo polskie i niepozbawiona praw publicznych. Redaktora naczelnego powołuje i odwołuje wydawca, organ założycielski wydawnictwa lub inny właściwy organ. Redaktorem naczelnym dziennika lub czasopisma nie może być osoba skazana za zbrodnię wymienioną w rozdziale XVII ustawy z dnia 6 czerwca 1997 r. - Kodeks karny (Dz.U. z 2022 r. poz. 1138), jeżeli nie upłynął okres 10 lat od zakończenia odbywania kary, oraz osoba skazana za występek tego samego rodzaju, jeżeli nie upłynął okres 3 lat od zakończenia odbywania kary, osoba skazana za przestępstwo popełnione w wyniku motywacji zasługującej na szczególne potępienie, a także osoba, która co najmniej trzykrotnie była karana za przestępstwa określone w Prawie prasowym. Organ rejestracyjny (sąd okręgowy właściwy miejscowo dla siedziby wydawcy) w uzgodnieniu z ministrem właściwym do spraw zagranicznych może zwolnić redaktora naczelnego od wymogu posiadania obywatelstwa polskiego.